# Аск, Мортен
Мортен Аск (норв. Morten Ask; род. 14 мая 1980 в Осло, Норвегия) — норвежский хоккеист, центральный нападающий. В настоящее время является игроком «Волеренги», выступающего в чемпионате Норвегии.
В составе сборной Норвегии участвовал в восьми чемпионатах мира и на олимпийских играх 2014.

## Достижения
- Чемпион Норвегии — 1999, 2001, 2005
- Серебряный призёр Норвегии — 2013
- Победитель Чемпионата мира (1 дивизион) — 2005